# Kecamatan Wangiwangi
Kecamatan Wangiwangi är ett distrikt i Indonesien.   Det ligger i provinsen Sulawesi Tenggara, i den centrala delen av landet, 1 900 km öster om huvudstaden Jakarta. Kecamatan Wangiwangi ligger på ön Pulau Wangiwangi.